# Shangó (album)
Shangó je dvanajsti studijski album skupine Santana, ki je izšel leta 1982. Album je bil poimenovan po eni izmed najdominantnejših religij v Latinski Ameriki in na Karibih. Album je bil spodoben za svoj čas, vseeno pa ne spada med močnejše albume Santane. Vseeno je z albuma izšlo nekaj hitov - zahvaljujoč vokalni moči pevca Alexa Ligertwooda.
Album je dosegel 22. mesto lestvice Billboard 200. Single »Hold On« je dosegel 15. mesto lestvice Billboard Hot 100 in 17. mesto lestvice Billboard Top Tracks. Drugi single z albuma, »Nowhere to Run« je dosegel 66. mesto lestvice Billboard Hot 100 in 13. mesto lestvice Mainstream Rock Chart. Tretji single, »What Does It Take (To Win Your Love)« je dosegel 34. mesto lestvice Mainstream Rock Chart.

## Zgodovina
V svoji dolgi karieri, je šel Carlos Santana skozi številne faze. Prva faza s poudarjenimi tolkali (Santana, Abraxas), sledila je faza eksperimentalnega jazza (Caravanserai, Love Devotion Surrender, ...), z albumom Welcome pa se je skupina vrnila k svojim prednostim: pop besedilom in latinskim ritmom. Konec 70. in začetek 80. let je skupino krasil rockovski zvok, stil, katerega je Carlos igral dobro, vendar ne izvrstno. V tem obdobju je izšel Shangó.

## Seznam skladb
| Stran 1 | Stran 1              | Stran 1                                                                | Stran 1 |
| Št.     | Naslov               | Pisec                                                                  | Dolžina |
| ------- | -------------------- | ---------------------------------------------------------------------- | ------- |
| 1.      | „The Nile‟           | Carlos Santana, Alex Ligertwood, Gregg Rolie                           | 4:57    |
| 2.      | „Hold On‟            | Ian Thomas                                                             | 4:33    |
| 3.      | „Night Hunting Time‟ | Paul Brady                                                             | 4:43    |
| 4.      | „Nowhere to Run‟     | Russ Ballard                                                           | 4:01    |
| 5.      | „Nueva York‟         | Santana, Lear, Rekow, Peraza, Ligertwood, Baker, Margen, Vilato, Rolie | 5:01    |

| Stran 2 | Stran 2                                | Stran 2                                                 | Stran 2 |
| Št.     | Naslov                                 | Pisec                                                   | Dolžina |
| ------- | -------------------------------------- | ------------------------------------------------------- | ------- |
| 1.      | „Oxun (Oshūn)‟                         | Santana, Ligertwood, Rolie, Lear, Peraza, Rekow, Vilato | 4:14    |
| 2.      | „Body Surfing‟                         | Santana, Ligertwood                                     | 4:24    |
| 3.      | „What Does It Take (To Win Your Love)‟ | Johnny Bristol, Vernon Bullock, Harvey Fuqua            | 3:24    |
| 4.      | „Let Me Inside‟                        | Santana, Solberg                                        | 3:32    |
| 5.      | „Warrior‟                              | Margen, Baker, Ligertwood, Santana                      | 4:21    |
| 6.      | „Shangó‟                               | Rekow, Vilato, Peraza                                   | 1:44    |

## Osebje

### Glasbeniki
- Alex Ligertwood – vokal, ritem kitara
- Carlos Santana – kitara, vokal, producent
- Richard Baker – klaviature
- Gregg Rolie – orgle (5), vokal, producent
- David Margen – bas
- Graham Lear – bobni
- Armando Peraza – konge, bongosi, vokal
- Raul Rekow – konge, vokal
- Orestes Vilató – timbales, vokal

### Produkcija
- Bill Szymczyk – aranžer, inženir, miks, producent
- John Ryan – aranžer, producent
- John Fell Ryan – producent
- Jim Gaines – inženir
- Will Herold – inženir
- Ben King – inženir
- Maureen Droney – asistent
- Ray Etzler – direktor
- Ted Jensen – mastering
- Richard Stutting – oblikovanje
- Guido Harari – fotografija

## Lestvice

### Album
| Leto | Detajli                                                          | Mesta | Mesta | Mesta | Mesta | Mesta | Mesta | Mesta | Mesta | Mesta | Mesta |
| Leto | Detajli                                                          | ZDA   | AUS   | AUT   | FRA   | NIZ   | NZL   | NOR   | ŠVE   | ŠVI   | VB    |
| ---- | ---------------------------------------------------------------- | ----- | ----- | ----- | ----- | ----- | ----- | ----- | ----- | ----- | ----- |
| 1982 | - Izdano: avgust 1982 - Label: Columbia Records - Format: LP, CD | 22    | —     | 9     | —     | 26    | 13    | 3     | 12    | —     | 35    |

### Singli
| 1982 | "Hold On"            | 15 | 34 | 17 | 22 | 31 | 19 |
| 1982 | "Night Hunting Time" | —  | —  | 34 | —  | —  | —  |
| 1982 | "Nowhere To Run"     | 66 | —  | 13 | —  | —  | —  |